# John Smith (politikus, 1735–1824)
John Smith (Virginia, 1735 – St. Francisville, 1824. július 30.) az Amerikai Egyesült Államok szenátora.